# Школа для детей шейхов

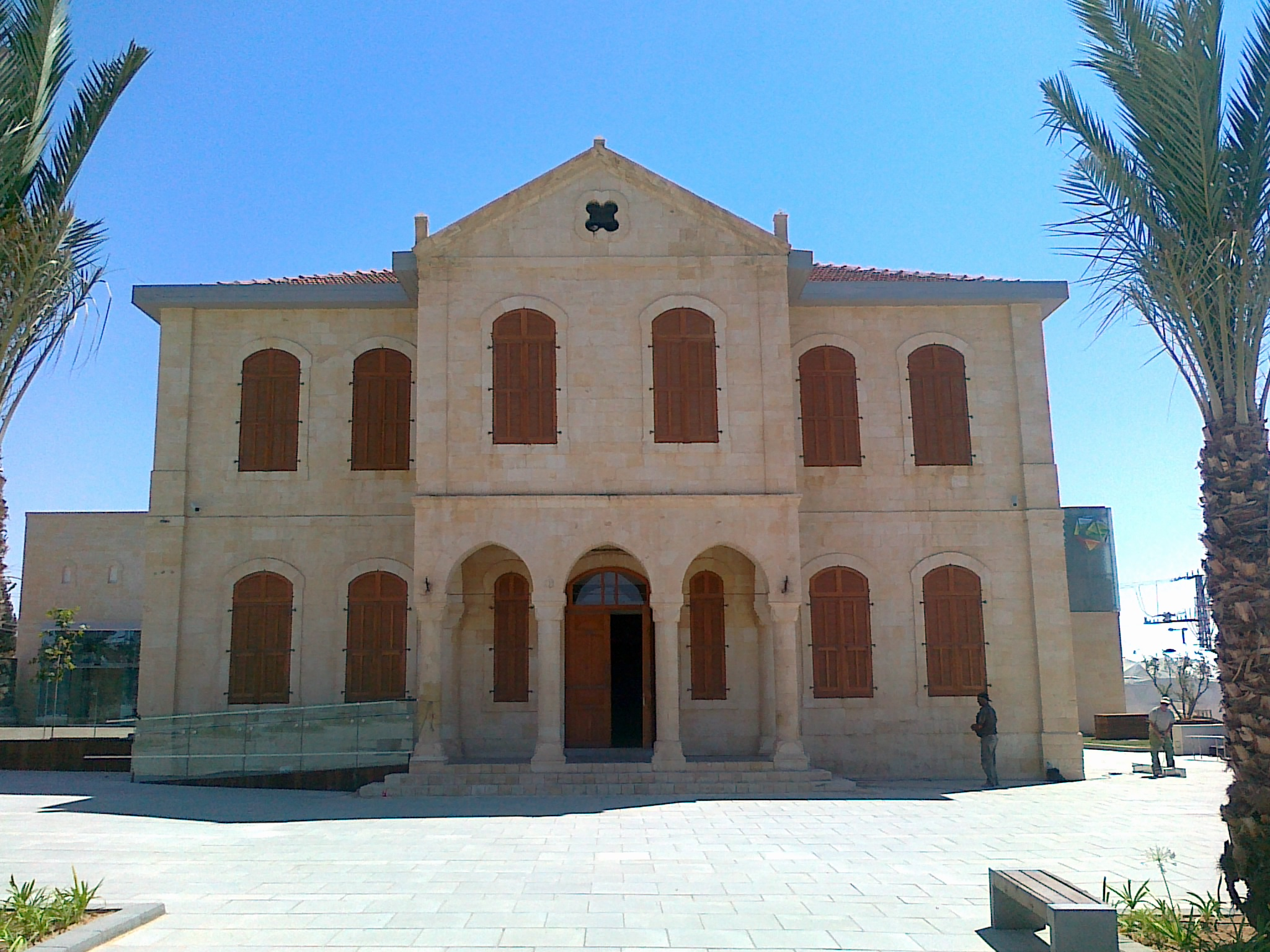
Школа для детей шейхов, 2013 год

Школа для детей шейхов (ивр. בית ספר לילדי הבדואים‎) — историческое здание в израильском городе Беэр-Шева, построенное в 1914 году. Его планировалось использовать как сельскохозяйственную школу для детей бедуинов, но со вступлением Османской империи в Первую мировую войну оно использовалось турецкой армией как больница Красного Полумесяца, большинство пациентов которой составляли не раненые в боях, а эпидемиологические больные. Смертность в больнице была настолько высока, что турецкие военнослужащие шли на различные ухищрения, лишь бы избежать госпитализации в ней. Чтобы снять нагрузку с переполненной пациентами больницы, для германских и австрийских солдат был развёрнут полевой госпиталь, расположенный вблизи неё. После установления британского управления в 1917 году здесь разместилась образовательная школа для мальчиков и девочек из бедуинских семей. Первый этаж, со входом через парадные двери, предназначался для обучения мальчиков, второй, со входом через заднюю дверь — для девочек. В 1932 году здесь вновь обосновалась сельскохозяйственная школа с интернатом для мальчиков-бедуинов. Практически весь контингент учеников составляли дети из семей, приближенных к властям, и детей наиболее влиятельных бедуинских кланов, за что школа получила прозвище Школы для детей шейхов. Один из первых географов и краеведов Израиля Йосеф Бреслави, посетивший школу в 1946 году, был впечатлён проводимой воспитательной и образовательной работой с детьми бедуинов, особенно отметив успехи в развитии навыков сельскохозяйственного труда и в изменении их традиционного повседневного поведения. Во время Войны за независимость в здании располагалось командование египетской армии. После перехода Беэр-Шевы под контроль Израиля здесь проходили переговоры о прекращении огня между израильским главнокомандующим Игалем Ядином и египетским представителем Махмудом Риадом. В июне 1949 года спикером Кнессета Иосифом Шпринцаком в здании была торжественно открыта армейская гостиница Бейт а-Хаяль, размещавшаяся здесь до 1979 года. Позже здание было передано научному парку Карассо.
В 2013 году в этом здании и на окружающей его территории был открыт интерактивный научно-просветительский музей «Парк науки Карассо», предназначенный, в основном, для детей и подростков. Большая часть экспонатов этого комплекса, занимающего площадь в 17 гектаров, расположена в подземных залах, где представлены последние достижения науки и научных технологий. Включает в себя 10 интерактивных аттракционов и научно-игровой парк. При музее действуют 12 детских научно-технических студий.